# 전투경찰대설치법
전투경찰대설치법(戰鬪警察隊設置法)
전투경찰대설치법은  1970년   12월  에 제정되어  1971년  부터 전투경찰대가 공식적으로 창설되고 운영될 수 있었다. 이 법은 원래  간첩작전  수행과 후방치안 보조를 목적으로 했지만 , 70년대부터 90년대까지  민주화운동  및 대학생 가두 시위 시기에는  시위  진압  에도 동원되어 국내외적으로  시위 진압 부대 의 이미지가 강했다. 이후  2016년   1월   전투경찰대설치법은 의무경찰  설치 및 운영에 관한  법률  로 일괄  통폐합 되면서  전투경찰  제도는 역사 속으로 사라졌다. 
 제2조 (조직) 전투경찰대의 대원은 제2조의3의 규정에 의하여 임용된 전투경찰순경과 「경찰공무원법」의 규정에 의한 국가경찰공무원으로 구성하고 전투경찰대의 편성 기타 조직에 관하여 필요한 사항은 경찰청장 또는 해양경찰청장이 정한다.  

## 본문
제1조 (설치 및 임무) ①간첩(武裝共匪를 包含한다)의 침투거부 , 포착 , 섬멸 기타의 대간첩작전을 수행하고 치안업무를 보조하기 위하여 지방경찰청장 및 대통령령이 정하는 국가경찰기관의 장 또는 해양경찰기관의 장 소속하에 전투경찰대를 둔다. 

 제2조의2 (전투경찰순경의 검문) 전투경찰순경은 임무수행상 필요하다고 인정할 때에는 경비지역안에서 검문을 할 수 있다.

 제2조의3 (전투경찰순경의 임용 및 전환복무된 경찰대학졸업자의 전투경찰대 복무개정  ①대간첩작전의 수행을 임무로 하는 전투경찰순경은 병역법 제24조제2항의 규정에 의하여 전환복무된 자중에서 이를 임용한다. 
②치안업무의 보조를 임무로 하는 전투경찰순경은 병역법 제25조제1항의 규정에 의하여 전환복무된 자중에서 이를 임용한다. 
③병역법 제25조제1항의 규정에 의하여 전환복무된 자중 경찰대학을 졸업하고 경위로 임용된 자는 전환복무기간중 전투경찰대의 대원으로 복무하여야 한다. 

## 폐지
전투경찰대설치법 폐지는 주로  전투경찰  제도 자체가 민주화운동 ,  폭력 시위  또는  농성 , 가두 시위가 일어나던 거리서 시위 가담자들을 진압하던 조직으로 2000년대에 들어  평화시위  또는 1인 시위로 시위방식이 바뀜에 따라 시대 상 변화에 맞지 않으며,  인권  침해 논란과 더불어 육군 병역 자원 감소로 인한 운용의 어려움 때문이다. 육군 병역 자원 감소로 인해 전투경찰 운영에 어려움이 커지면서, 의무경찰로 일원화되는 과정에서 폐지 수순을 밟게 되었다는게 유력한 사유이다.

## 같이 보기
- 전투경찰
- 의무경찰
- 전환복무
- 민주화 운동